# 杜罗河畔博科斯
杜罗河畔博科斯（西班牙語：Bocos de Duero）是西班牙卡斯蒂利亚-莱昂巴利亚多利德省的一个市镇。总面积6平方公里，总人口77人（2001年），人口密度13人/平方公里。